# Мария Елизабет фон Егенберг
Мария Елизабет фон Егенберг (на немски: Maria Elizabeth von Eggenberg; * 26 септември 1640, Грац, Щирия, Австрия; † 19 май 1715, Виена) е принцеса от Егенберг и чрез женитба княгиня на Дитрихщайн-Николсбург (1656 – 1698).

## Живот
Дъщеря е на княз Йохан Антон I фон Егенберг (1610 – 1649) и съпругата му маркграфиня Анна Мария фон Бранденбург-Байройт (1609 – 1680), дъщеря на маркграф Кристиан фон Бранденбург-Байройт и принцеса Мария Пруска, дъщеря на Албрехт Фридрих, херцог на Прусия.
Мария Елизабет се омъжва на 16 години на 7 февруари 1656 г. в Грац за 20-десетгодишния княз Фердинанд Йозеф фон Дитрихщайн (* 25 септември 1636, Виена; † 28 ноември 1698, Виена).
Тя умира на 19 май 1715 г. във Виена на 74 години и е погребана в Микулов (Николсбург).

## Деца
Мария Елизабет и Фердинанд Йозеф имат 19 деца:
- Анна Мария (* 2 февруари 1657; † 21 май 1659)
- Зигмунд Франц (* 21 април 1658; † 26 август 1667)
- Леополд Игнац Йозеф (* 16 август 1660; † 13 юли 1708), 4. (3.) княз на Дитрихщайн, женен на 13 юли 1687 г. за графиня Мария Годофреда Доротея фон Салм (* 29 септември 1667, † 19 януари 1732, Виена)
- Ердмунда Мария фон Дитрихщайн-Николсбург (* 17 април 1662; † 16 март 1737), омъжена 1681 г. за княз Йохан Адам I Андреас фон Лихтенщайн († 1712)
- Карл Йозеф фон Дитрихщайн (* 17 юли 1663; † 29 септември 1693), граф на Дитрихщайн, женен на 16 май 1690 г. за графиня Елизабет Хелена фон Херберщайн (* ок. 1670; † 27 ноември 1710)
- Валтер Франц (* 18 септември 1664; † 3 ноември 1738), 5. (4.) княз на Дитрихщайн-Николсбург, женен I. на 12 юли 1687 г. за Зузана Либория Катерина Праксицкá зе Зáстризл (* 1637; † 9 април 1691), II. в Брно на 30 август 1693 г. за Каролина Максимилиана Прусковскá з Прускова (* 2 септември 1674; † 9 септември 1734)
- Франциска (*/† 22 октомври 1665)
- Макимилиан (*/† 25 август 1666)
- Маргарет (* 17 септември 1667; † 24 август 1682)
- Мария Алойзия (* 28 ноември 1668; † 24 април 1673)
- Венцел Доминик Лукас (* 18 октомври 1670; † 24 април 1673)
- Христиан (*/† 5 декември 1672)
- Клаудия Фелицитас Йозефа (* 25 април 1674; † 10 септември 1682)
- Мария Йозефа Антония Кажетана Роза (* 13 ноември 1675; † 16 ноември 1675)
- Фердинанд (*/† 1676)
- Мария Шарлота Анна (* 20 септември 1677; † 21 август 1682)
- Якоб Антон (* 24 юли 1678; † 15 май 1721), граф, женен I. 1709 г. за графиня Мария Каролина фон Волфщал († 15 януари 1711), II. на 23 октомври 1715 г. за графиня Мария Франциска София фон Щархемберг (* 1 септември 1688; † 1 декември 1757, Виена)
- Раймунд Йозеф (* 18 юни 1679; † 18 август 1682)
- Доминика Мария Анна (* 30 юли 1685; † 3 март 1694)